# Franz Jesser
Franz Jesser (1. července 1869 Svitavy – 16. března 1954 Frankfurt nad Mohanem) byl československý extremistický politik německé národnosti a senátor Národního shromáždění ČSR za Německou národně socialistickou stranu dělnickou (DNSAP), úzce spolupracující s Hitlerovou NSDAP v Německu.

## Biografie
Pocházel ze staré kupecké rodiny z Šumperku. Vystudoval nižší gymnázium v Šumperku, vyšší gymnázium v Moravské Třebové. Vystudoval německou univerzitu v Praze (obor dějiny, dějiny umění a německá literatura). V letech 1896–1906 působil jako putovní učitel Spolku Němců v Čechách.
Politicky aktivní byl již za Rakouska-Uherska. Od počátku 20. století se angažoval v německých národoveckých organizacích a politických stranách včetně všeněmeckého hnutí Alldeutscher Verband. V roce 1903 použil poprvé v jedné ze svých studií termín sudetendeutsch (Sudetští Němci) jako označení pro německojazyčné obyvatelstvo českých zemí (na rozdíl od alpendeutsch – tedy Němců ze zemí dnešního Rakouska, popřípadě Slovinska). Během následujících dekád se toto slovo prosadilo a bylo široce užíváno.
Ve volbách do Říšské rady roku 1907 se stal poslancem Říšské rady (celostátní parlament), kam byl zvolen za okrsek Čechy 111 (Duchcov, Bílina, Horní Litvínov). Usedl do poslanecké frakce Německý národní svaz (Deutscher Nationalverband), v jehož rámci se uvádí jako člen Německé agrární strany (vedoucí úřadu Německé agrární strany). Opětovně byl zvolen i ve volbách do Říšské rady roku 1911, nyní za německý volební obvod Morava 08. Opět byl členem poslaneckého klubu Německý národní svaz. Ve vídeňském parlamentu setrval do zániku monarchie.
V politice byl aktivní i po vzniku Československa. V parlamentních volbách v roce 1920 získal za Německou národně socialistickou stranu dělnickou senátorské křeslo v Národním shromáždění. Mandát obhájil v parlamentních volbách v roce 1925 i parlamentních volbách v roce 1929. Senátorem byl do roku 1933, kdy byl zbaven mandátu. Profesí byl spisovatelem ze Svitav.